# Vought-Sikorsky 300
 Vought-Sikorsky VS-300 (także S-46) – śmigłowiec jednowirnikowy zaprojektowany przez Igora Sikorskiego w założonym przez niego biurze konstrukcyjnym Sikorsky Aircraft. Zyskał miano pierwszego praktycznego śmigłowca, ponieważ był zdolny do przewożenia ładunków.
Pierwsze próby lotu śmigłowiec wykonał 14 września 1939. Posiadał pojedynczy trzyłopatowy wirnik nośny napędzany silnikiem o mocy 56 kW (75 KM). Ostateczna wersja śmigłowca wyposażona była w silnik  Franklina (90KM).
13 maja 1940 nastąpił pierwszy swobodny lot. 6 maja 1941 podczas lotu trwającego 1 godzinę, 32 minuty i 26 sekund ustanowił światowy rekord wytrzymałości śmigłowca.
VS-300 był podstawą dla pierwszych śmigłowców produkcyjnych, a także stał się standardem w produkcji śmigłowców na całym świecie.
Dyrektor generalny Sikorsky Aircraft, Lee S. Johnson, powiedział dwadzieścia lat później: Zanim Igor Sikorsky latał na VS-300, nie było przemysłu śmigłowcowego; po tym, jak nim poleciał, był.
Podczas rozwoju VS-300 opracowano koncepcje zastosowane później w śmigłowcu Sikorsky R-4.